# Senftenberg (Autriche)
Pour les articles homonymes, voir Senftenberg.
Senftenberg est une commune autrichienne du district de Krems en Basse-Autriche.

## Histoire

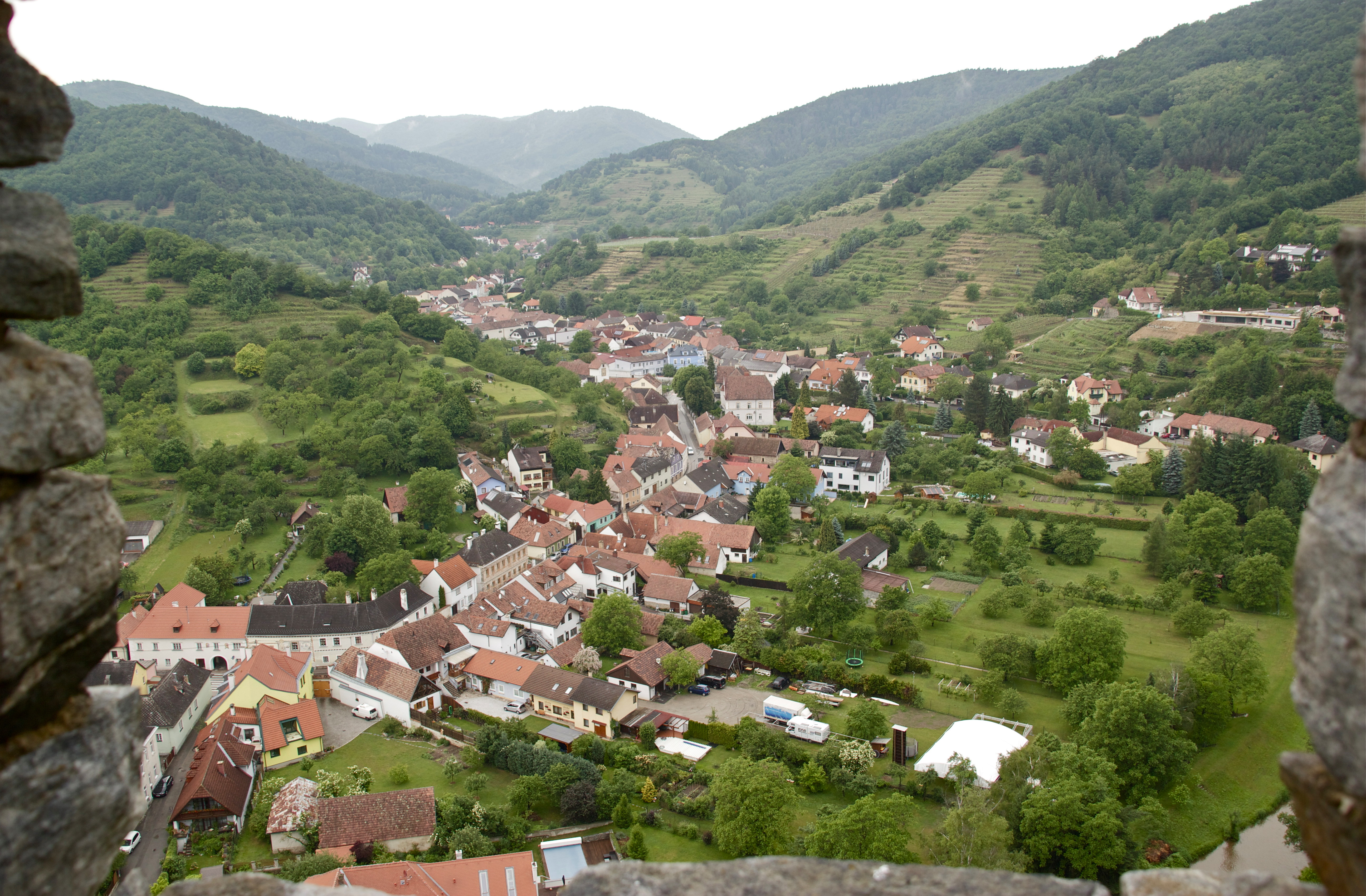
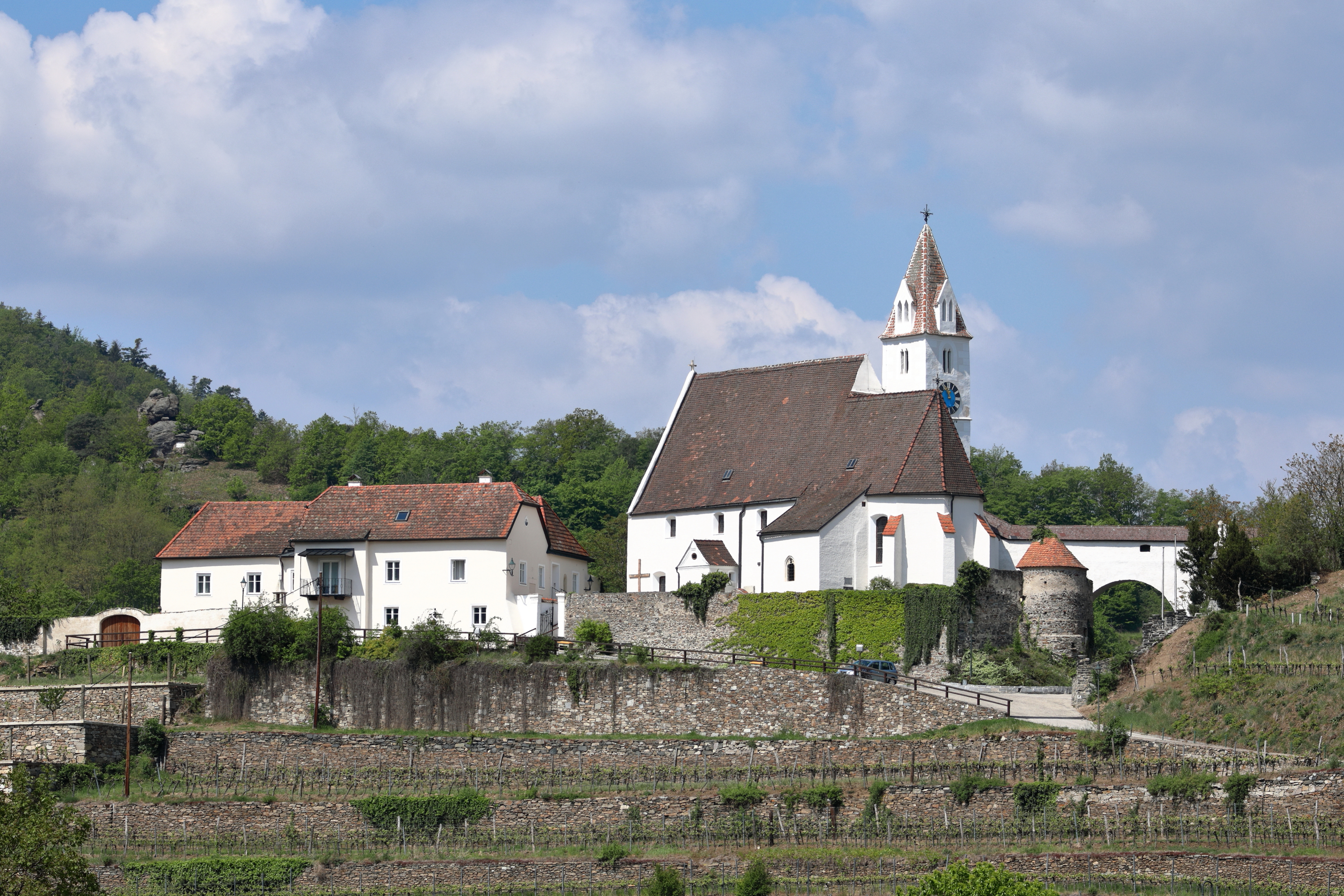
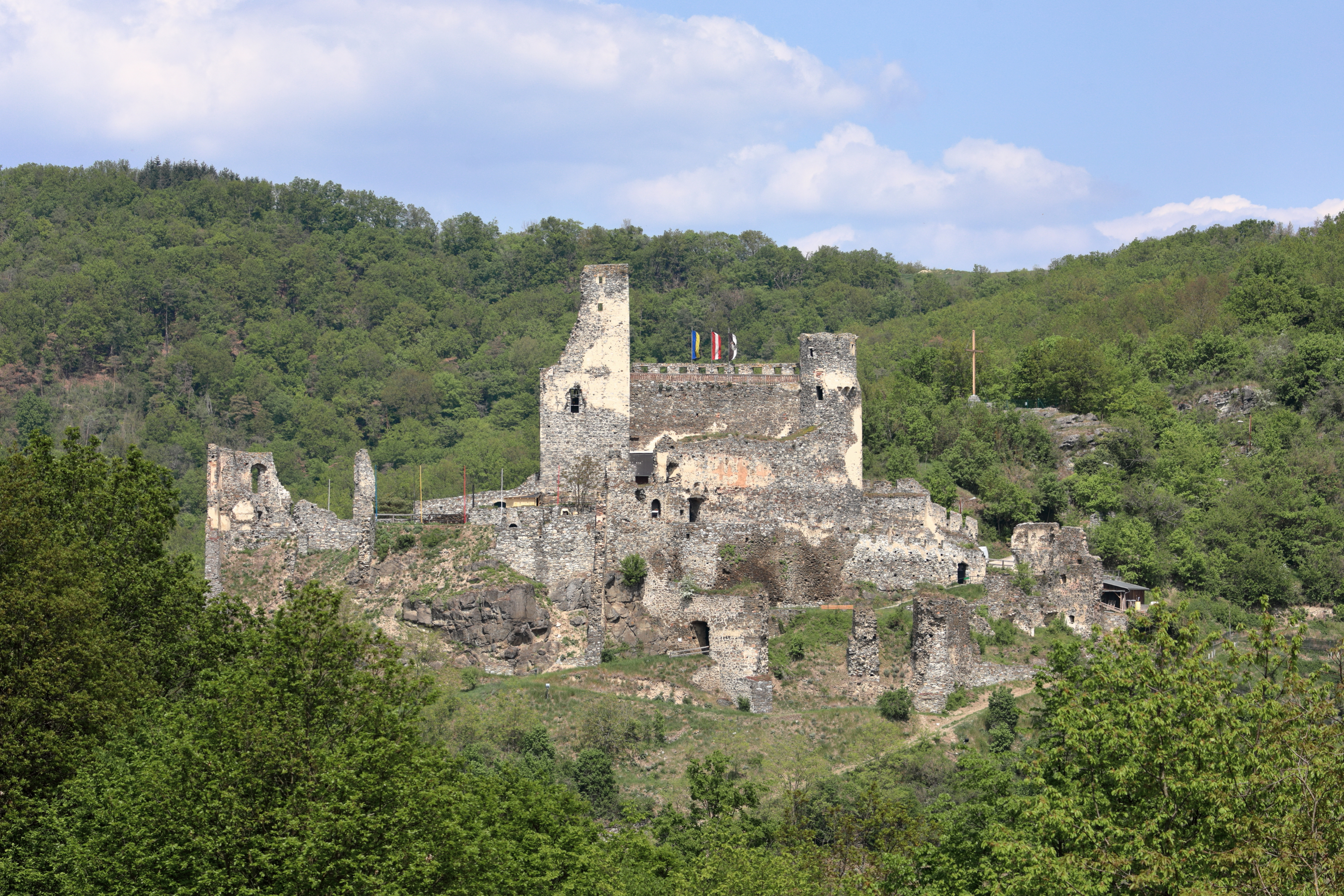